# Kîselivka, Katerînopil
Kîselivka (în ucraineană Киселівка) este o comună în raionul Katerînopil, regiunea Cerkasî, Ucraina, formată numai din satul de reședință.

## Demografie
Componența lingvistică a comunei Kîselivka
     Ucraineană (98,46%)
     Rusă (1,35%)
     Alte limbi (0,19%)
Conform recensământului din 2001, majoritatea populației comunei Kîselivka era vorbitoare de ucraineană (98,46%), existând în minoritate și vorbitori de rusă (1,35%).